# Philipp Müller (Kupferstecher)

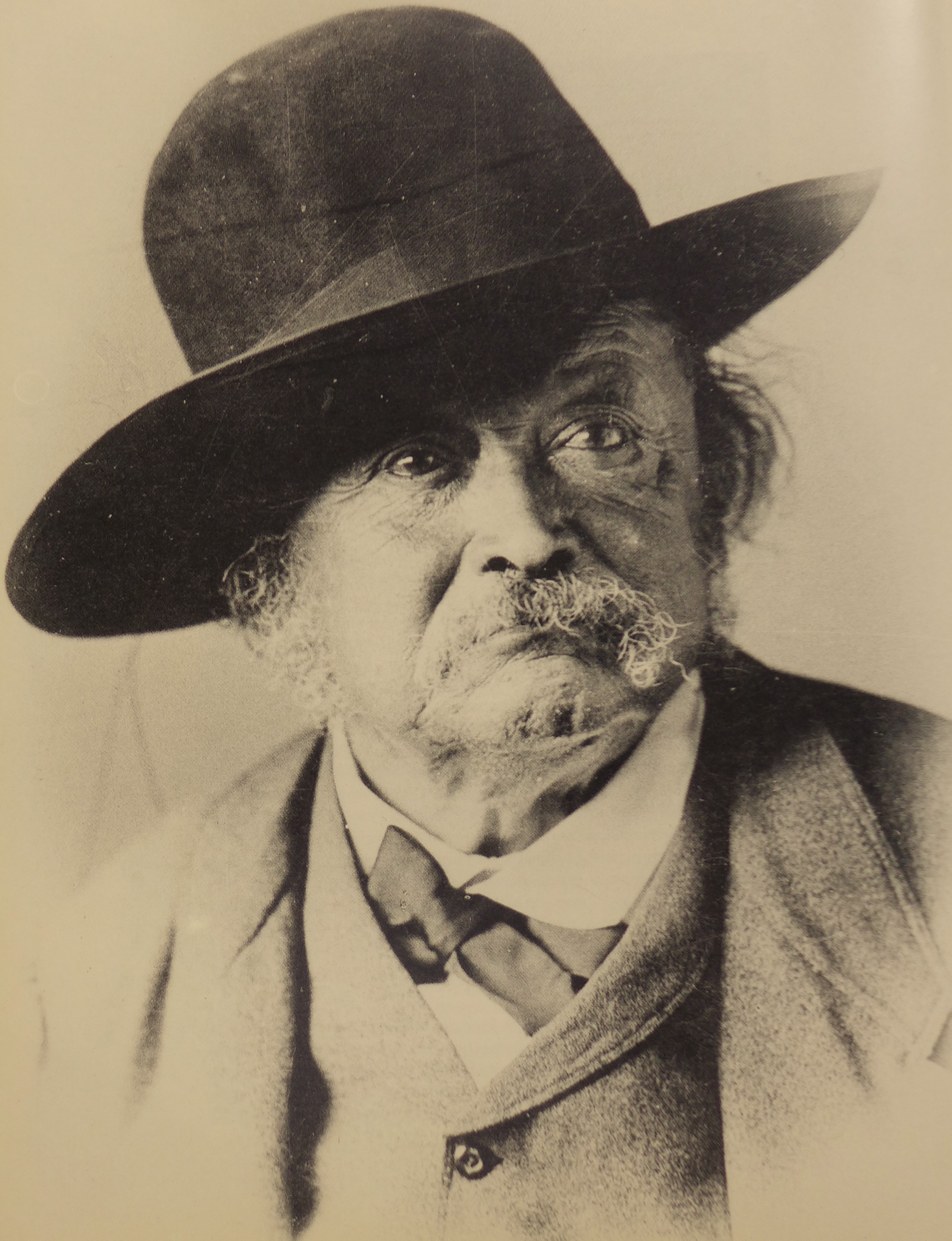
Foto von Philipp Müller

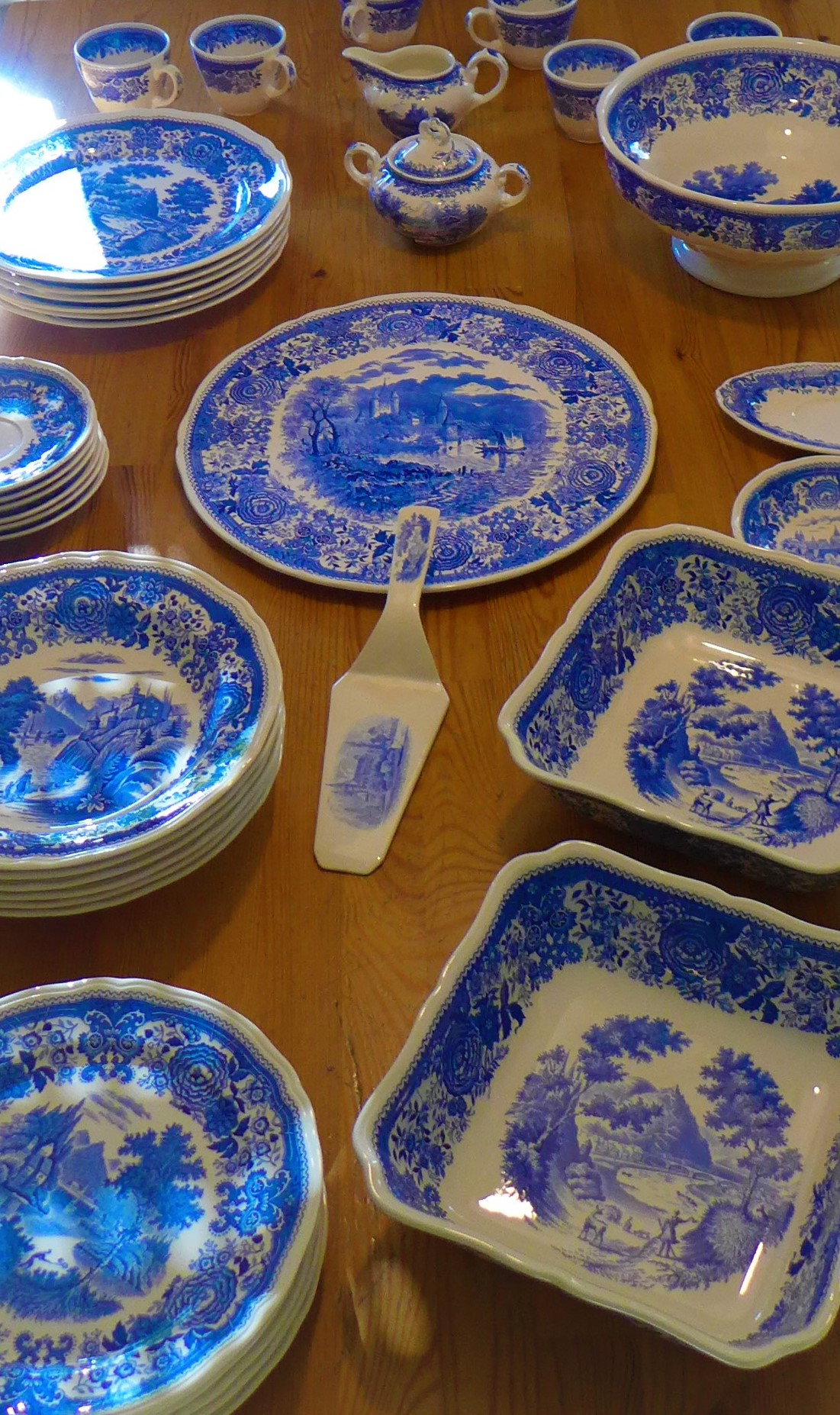
Teile der Service-Serie "Burgenland" (hier blaue Variante) von Philipp Müller

Philipp Müller (* 13. Februar 1811 in Wallerfangen; † 27. November 1893 ebenda) war ein deutscher Kupferstecher, Illustrator und Karikaturist.

## Leben
Im Jahr 1805 zog die Familie Müller von Wicker nach Wallerfangen, wo der Vater Philipp Müller (1776–1842, verheiratet ab 25. November 1806 mit der Niederlimbergerin Anna Maria Delfoss, ca. 1783–1815) eine Tätigkeit als Maler in der Keramikmanufaktur von Villeroy & Boch aufnahm. Philipp Müller wurde dort im Jahr 1811 geboren. Müllers Mutter Anna Maria Delfoss starb bereits, als er vier Jahre alt war. Sieben Wochen nach ihrem Tod heiratete der Vater am 7. April 1815 in zweiter Ehe die aus Merzig stammende Elisabeth Gottdanck (1775–?). Im Jahr 1825 begann Philipp Müller eine Lehre als Kupferstecher in der Wallerfanger Steingutfabrik, in der auch sein Vater arbeitete. Sein Ausbilder in Wallerfangen war John Leigh aus dem englischen Burslem. Zu den bekanntesten Entwürfen gehören eine Tellerserie zum Leben Napoleons, die Burgenland-Serie mit Burg-Motiven von Saar, Rhein und Mosel, humoristische Jagdszenen sowie eine Serie mit Ländermotiven. Außerdem entwarf er das Service „Jardinière“ mit floralen Motiven. Müller gehörte zu den wenigen Entwerfern, die ihre Motive signieren durften.
In einer Nebentätigkeit war er als Illustrator und Karikaturist tätig. Während des Deutsch-Französischen Krieges lieferte er Holzstich-Zeichnungen an die Leipziger Illustrierte und das Wochenblatt Über Land und Meer. Erhalten sind außerdem Zeichnungen, die das Leben an der Saar während des Krieges von 1870/1871 und kurz danach zeigen.
Müller war ab dem 17. Mai 1836 mit Catharina Hetzler (1819–1897) verheiratet. Aus der Ehe gingen drei Kinder hervor: Philipp Müller d. J. (1837–1896), Catharina Sophie Müller (1840–1886) sowie Pierre Müller (1847–1921). Beide Söhne wurden ebenfalls Kupferstecher bei Villeroy & Boch.

## Ausstellungen
- 2009: Kupferstiche auf Steingut und Porzellan. Philipp Müller (1811–1893), Historisches Museum Wallerfangen